# Ošupis
 (décembre 2023).
La mise en forme du texte ne suit pas les recommandations de Wikipédia : il faut le « wikifier ».
Les points d'amélioration suivants sont les cas les plus fréquents. Le détail des points à revoir est peut-être précisé sur la page de discussion.
- Les titres sont pré-formatés par le logiciel. Ils ne sont ni en capitales, ni en gras.
- Le texte ne doit pas être écrit en capitales (les noms de famille non plus), ni en gras, ni en italique, ni en « petit »…
- Le gras n'est utilisé que pour surligner le titre de l'article dans l'introduction, une seule fois.
- L'italique est rarement utilisé : mots en langue étrangère, titres d'œuvres, noms de bateaux, etc.
- Les citations ne sont pas en italique mais en corps de texte normal. Elles sont entourées par des guillemets français : « et ».
- Les listes à puces sont à éviter, des paragraphes rédigés étant largement préférés. Les tableaux sont à réserver à la présentation de données structurées (résultats, etc.).
- Les appels de note de bas de page (petits chiffres en exposant, introduits par l'outil «  Source ») sont à placer entre la fin de phrase et le point final[comme ça].
- Les liens internes (vers d'autres articles de Wikipédia) sont à choisir avec parcimonie. Créez des liens vers des articles approfondissant le sujet. Les termes génériques sans rapport avec le sujet sont à éviter, ainsi que les répétitions de liens vers un même terme.
- Les liens externes sont à placer uniquement dans une section « Liens externes », à la fin de l'article. Ces liens sont à choisir avec parcimonie suivant les règles définies. Si un lien sert de source à l'article, son insertion dans le texte est à faire par les notes de bas de page.
- La présentation des références doit suivre les conventions bibliographiques. Il est recommandé d'utiliser les modèles {{Ouvrage}}, {{Chapitre}}, {{Article}}, {{Lien web}} et/ou {{Bibliographie}}. Le mode d'édition visuel peut mettre en forme automatiquement les références.
- Insérer une infobox (cadre d'informations à droite) n'est pas obligatoire pour parachever la mise en page.

Pour une aide détaillée, merci de consulter Aide:Wikification.
Si vous pensez que ces points ont été résolus, vous pouvez retirer ce bandeau et améliorer la mise en forme d'un autre article.
Ošupis,,, (Ošupe en letton) est un ruisseau de 5,4 km de long dans la région de Klaipėda à l'ouest de la Lituanie. Avec les ruisseaux Rąžė, Rikinė, Cypa et Tydeka, c'est l'un des cinq petits affluents directs de la mer Baltique (c'est-à-dire des ruisseaux de 1er ordre)  qui, avec cinq grands fleuves (Niémen, Lielupe, Venta, Daugava et Pregolia) drainent le territoire de la Lituanie. Ošupis est originaire de la frontière des districts de Kontininkai et Vanagupė de la ville de Palanga; à 5,7 m d'altitude; cependant, il porte toujours le nom de Vanagupė dans sa partie supérieure,, jusqu'au confluent avec un affluent droit sans nom qui coule du réservoir d'eau Kunigiškių tvenkinys et constitue sa source d'eau la plus importante.

## Toponymie
Le nom Ošupis signifie ruisseau bourdonnant/rugissant/rugissant (composé de ošti = rugissement, bruissement, bourdonnement, rugissement, tempête et upė = rivière),,.
Selon Vanagupė, le quartier de la ville s'appelle partie nord de Palanga.[réf. nécessaire]

## Déroulement du flux

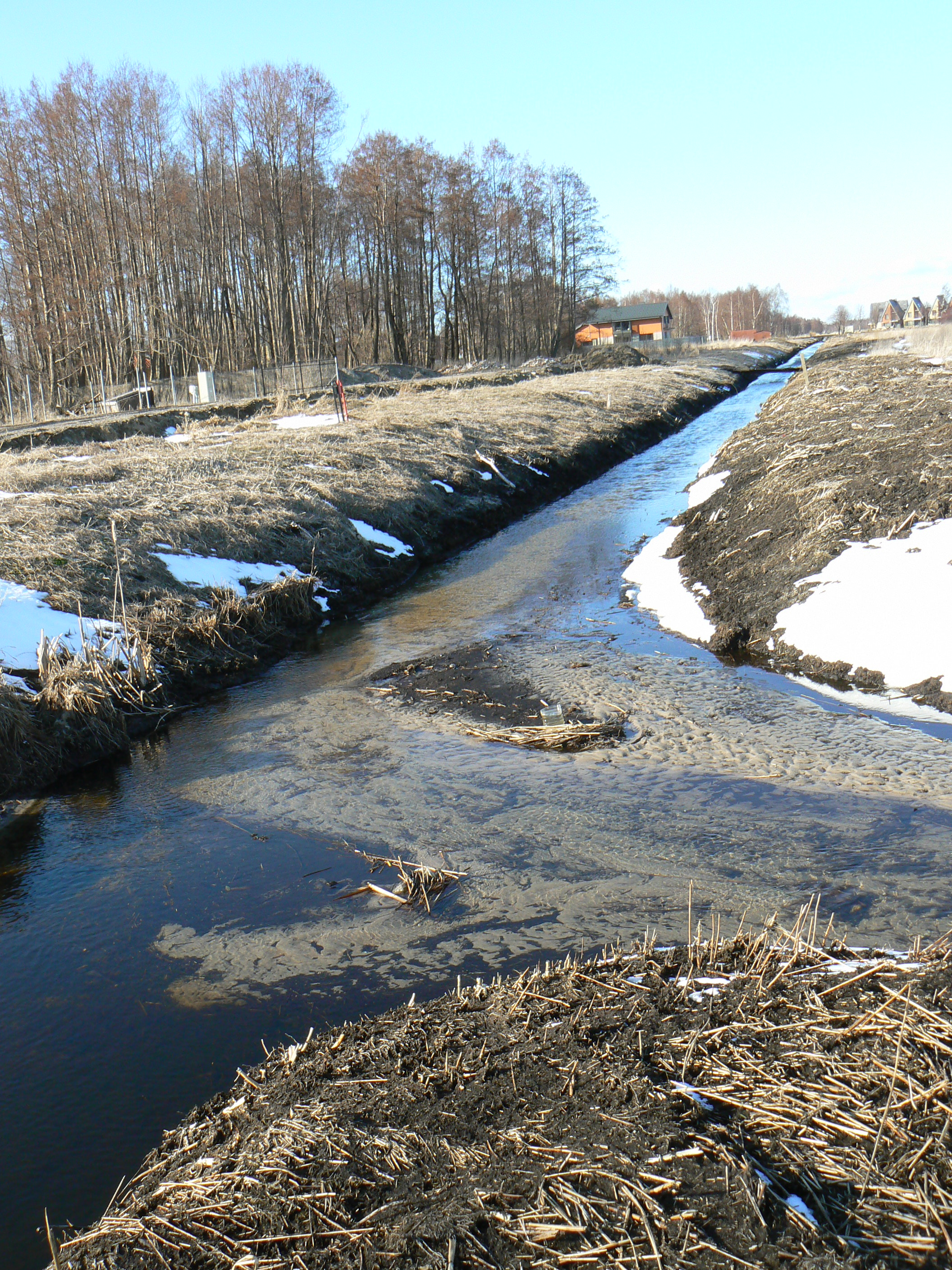
Lieu de confluence avec l'affluent droit, d'où Vanagupė est appelé Ošupis

Source à la limite nord de la ville de Palanga, à la frontière des districts de Kontininkai et Vanagupė de la ville de Palanga, en forêt nommée Kopų miškas v altitude 5,7 m. Il coule initialement vers le nord, de sorte qu'à proximité du village d'Užkanavė, v forêt nommée Paliepgirių Durpyno miškas, tournée vers ouest, et 0,44 km après la confluence avec le ruisseau Kaniavosis [p 2] se jette dans la mer Baltique en Cadastre du village d'Užkanavė.

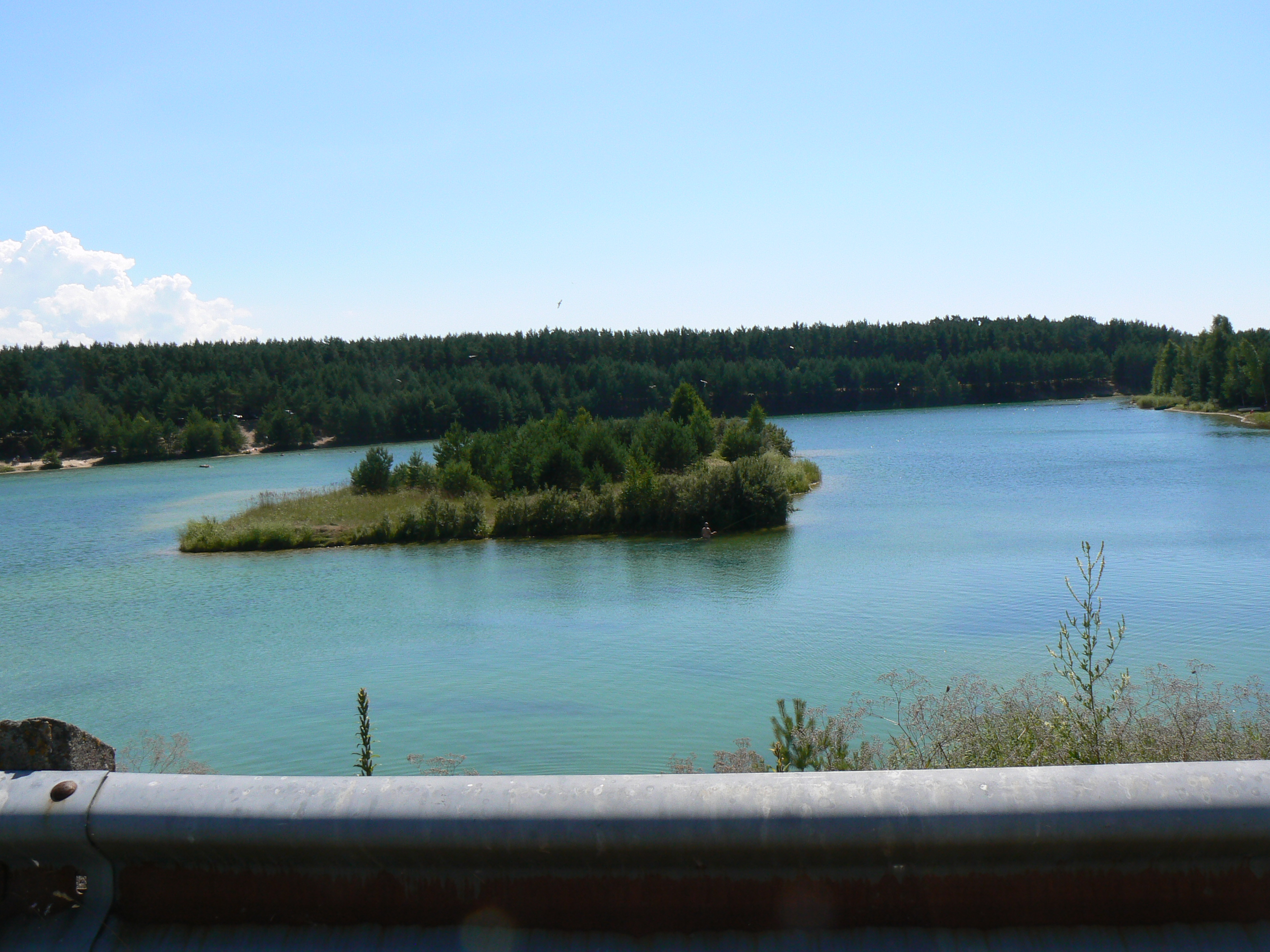
Le lac Kunigiškių tvenkinys est la source d'eau la plus importante du Ošupis via le flux sans nom

La largeur de l'auge varie en une portée de plusieurs dizaines de centimètres (partie appelée Vanagupė), jusqu'à 2-3,5 mètres. La profondeur varie entre 0,2 et 0,8 mètres, dépassant parfois 1 mètre. La pente moyenne est de 1,06 ‰. Le fond est sablonneux par endroits (sable très fin), argileux par endroits, s mélange de sapropèle et de tourbe, boueux. La grande majorité du débit est régulée, le lit a été nettoyé au tournant de 2011 et 2012.

### Affluents
- Kaniavosis (rive droite, longueur: 2,1 km, coule à 0,44 km de l'embouchure en forêt Paliepgirių Durpyno miškas) et 4 autres à gauche et 4 à droite (l'un des ils découlent de réservoir Kunigiškių tvenkinys) affluents insignifiants.

## État du ruisseau

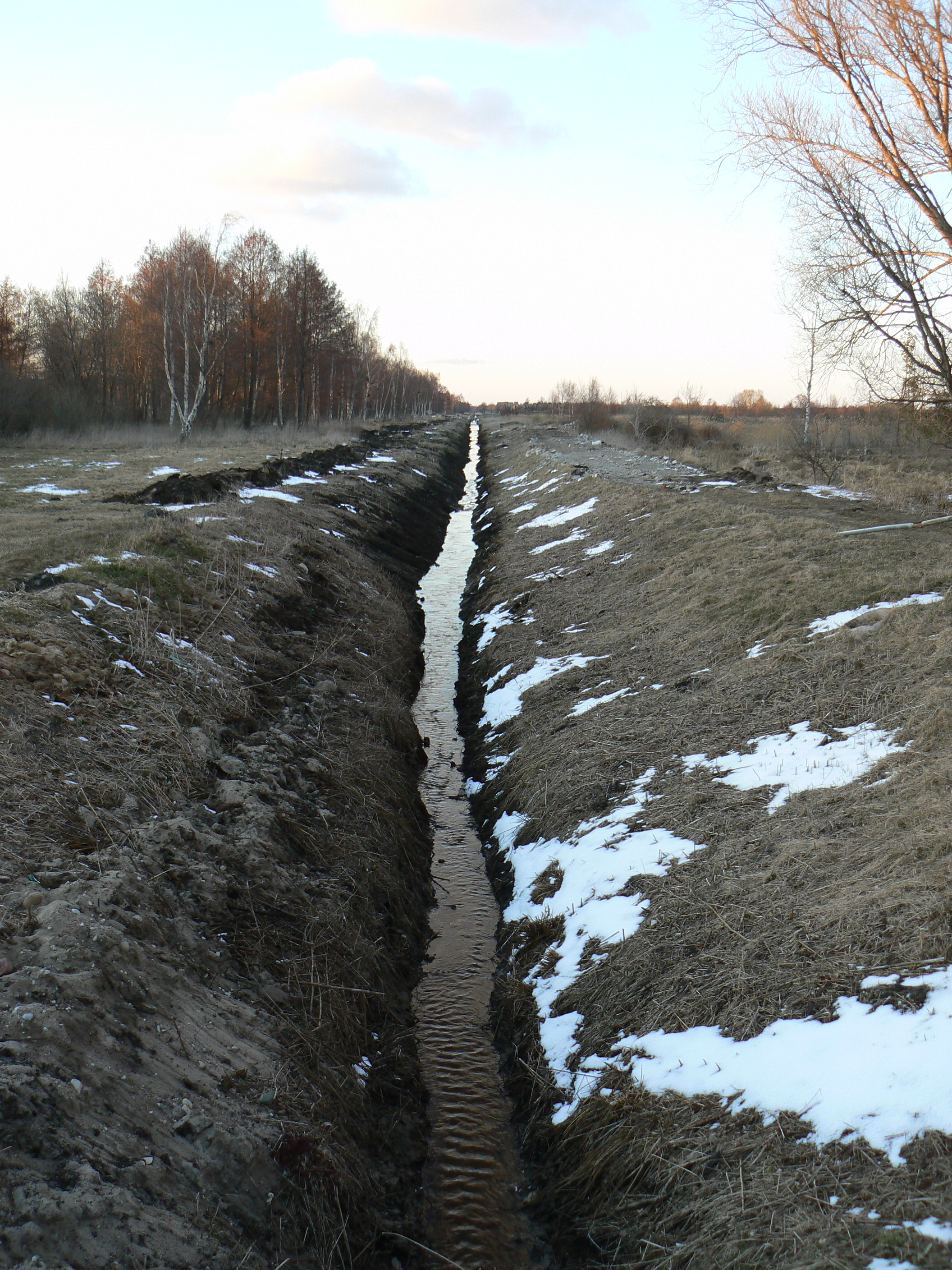
Vanagupė modifié

Qualité de l'eau dans en 2010, il ne répondait pas aux normes, principalement en raison d'influences anthropiques. L'état écologique global du ruisseau était entre 1999 et 2005 amélioré par des projets d'investissement de restauration écologique. La pollution a diminué grâce à ces actions, mais elle est restée élevée et a eu un impact direct sur l'état de la mer Baltique en autour de l'embouchure du ruisseau, sur la qualité de l'eau la mer et la propreté des plages.
Les berges et les lits des rivières eux-mêmes ont longtemps souffert d'une végétation excessive, en particulier de roseaux et de quenouilles, qui a entraîné un envasement excessif, et donc une détérioration de l'état écologique et de l'utilisation du cours d'eau à des fins récréatives. Le bureau municipal de Palanga u Ošupis, Rąžė et a commencé à résoudre la situation Žiogupis con en utilisant les subventions de fonds de l'Union européenne. Le financement n'étant pas suffisant, il est en cours depuis fin 2011 (s le plus grand volume de travail dans hiver entre 2011 et 2012), un nettoyage par étapes/répété et une réhabilitation ultérieure, principalement uniquement à Ošupis. À début 2014, seule une partie négligeable du flux n'est pas achevée. Le montant total du projet devait être de avant le démarrage 362.473 Lt, z dont le montant de la subvention européenne était de 326.226 Lt, qui correspond au d'alors104.979 Euro ou 94.482 Euro.
Durant la sécheresse inhabituelle qui a frappé à la mi-juillet 2006, ce dont les habitants de Palanga et de ses environs ne se souviennent pas, le ruisseau Ošupis s'est asséché, en seules des flaques de boue restaient dans le lit des rivières.

## État de la côte proche de l'embouchure de la mer

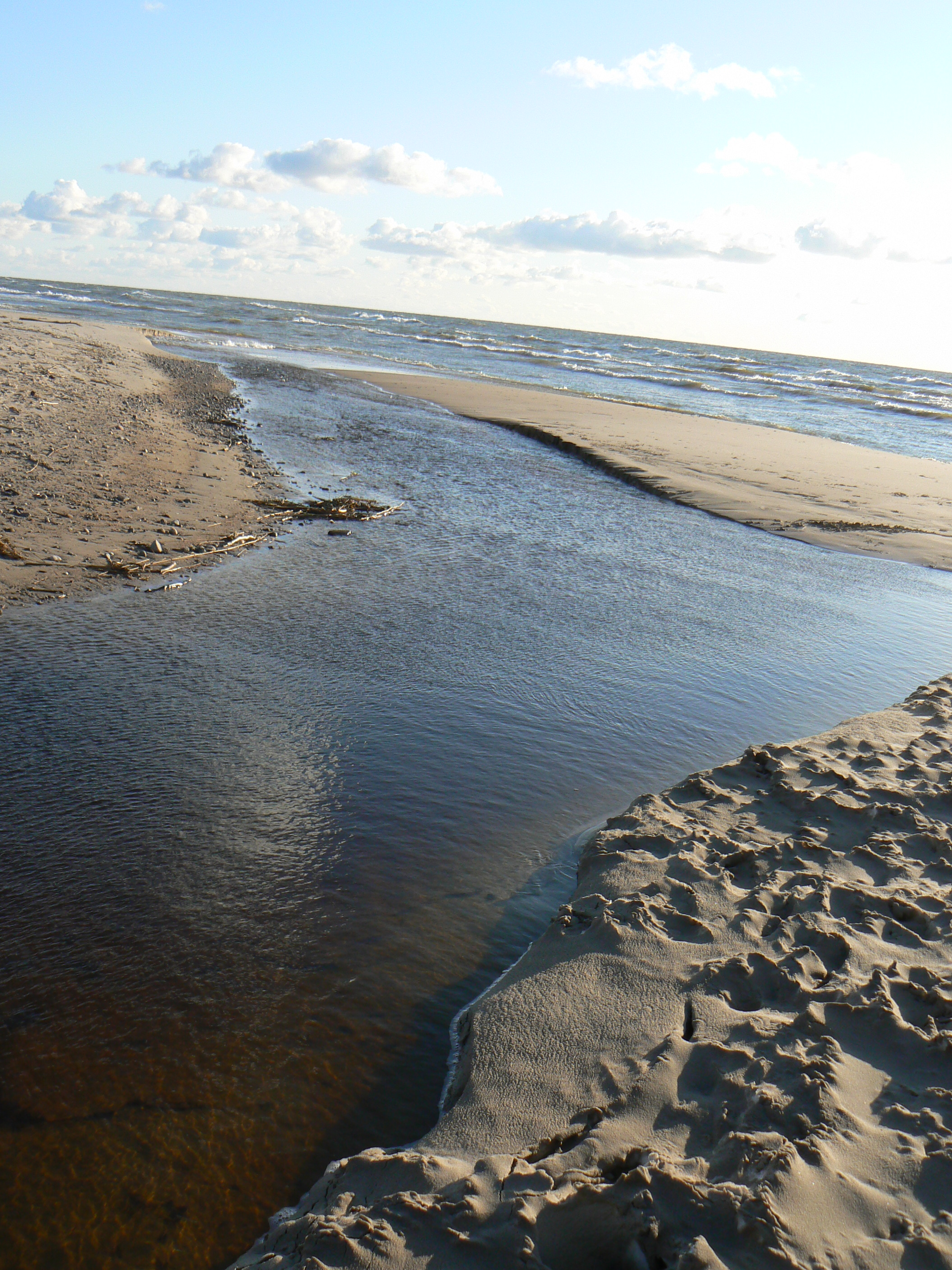
Estuaire d'Osupis dans la mer Baltique

DANS entre 1993 et 2004 , toute la côte lituanienne s'est érodée, p à l'exception de l'isthme de Courlande, où, au contraire, le matériel a augmenté. Après l'ouragan de en 1999, l'embouchure d'Ošupis a été emportée par la mer avec du sable. L'envasement et l'érosion se sont également poursuivis dans les années 2002-2004, lorsqu'elle était augmentation de l'activité cyclonique en lien avec les changements du climat mondial. En raison de l'érosion dans ces années dans la zone où le ruisseau se jette dans la mer a diminué de 2 à 5 m³ de sable par an et par mètre linéaire de côte, à partir de plages, donc de dunes protectrices.

## Faune et flore

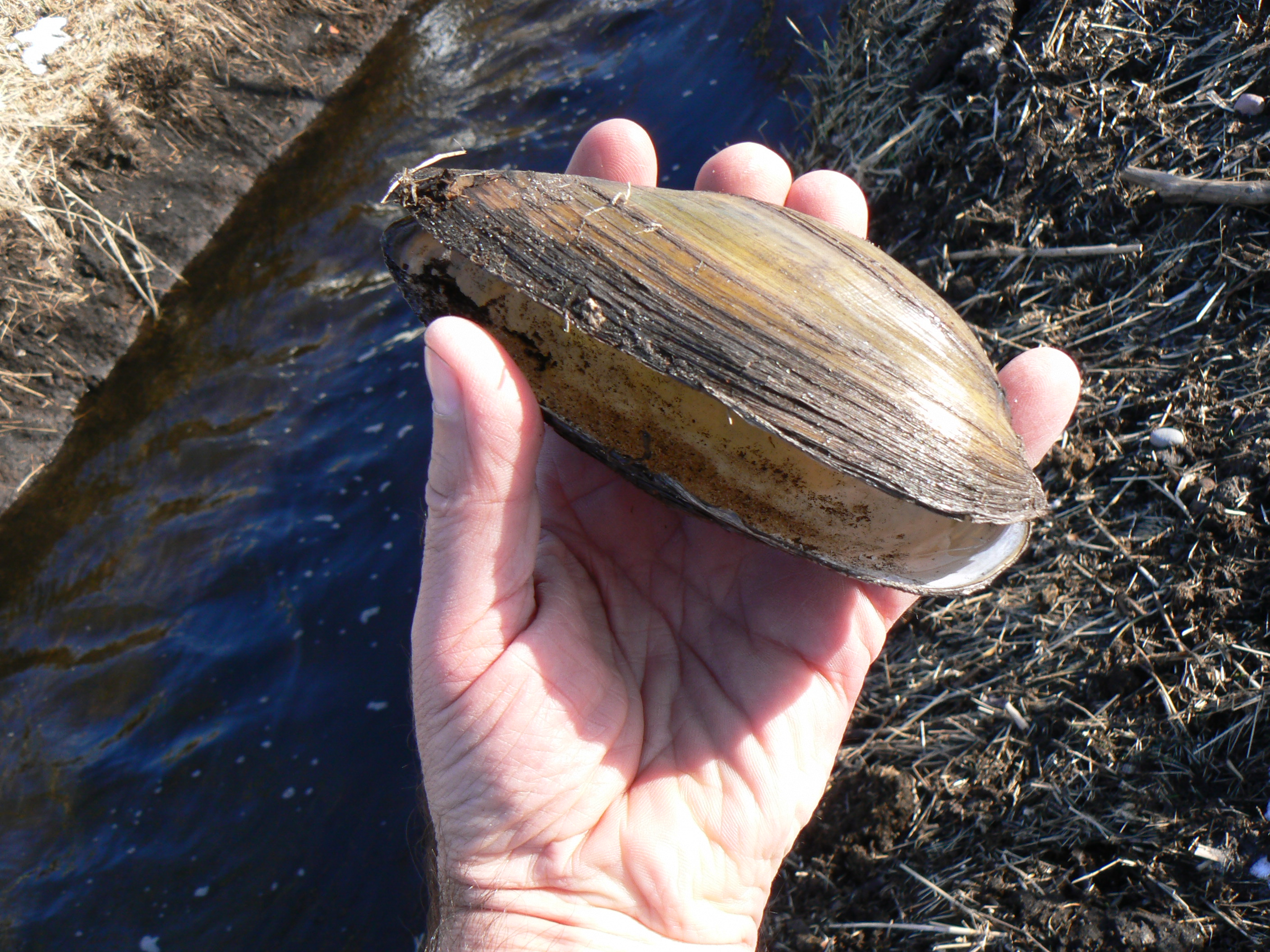
Unio tumidus de je gratte

Osupis est une zone écologiquement importante  d'oiseaux migrateurs et hivernants. Diverses espèces de sauvagine nichent dans la région, le plus souvent dans toute la zone, le cygne tuberculé ( Cygnus olor )  et le canard colvert (Anas platyrhynchos) sont présents. DANS Les ruisseaux sont habités par des macareux (Unio tumidus). [ source?! ] Les prairies marécageuses (tourbeuses) prédominent sur la rive droite riche croissance de roseaux et d'autres flores qui aiment l'humidité.

## Tourisme

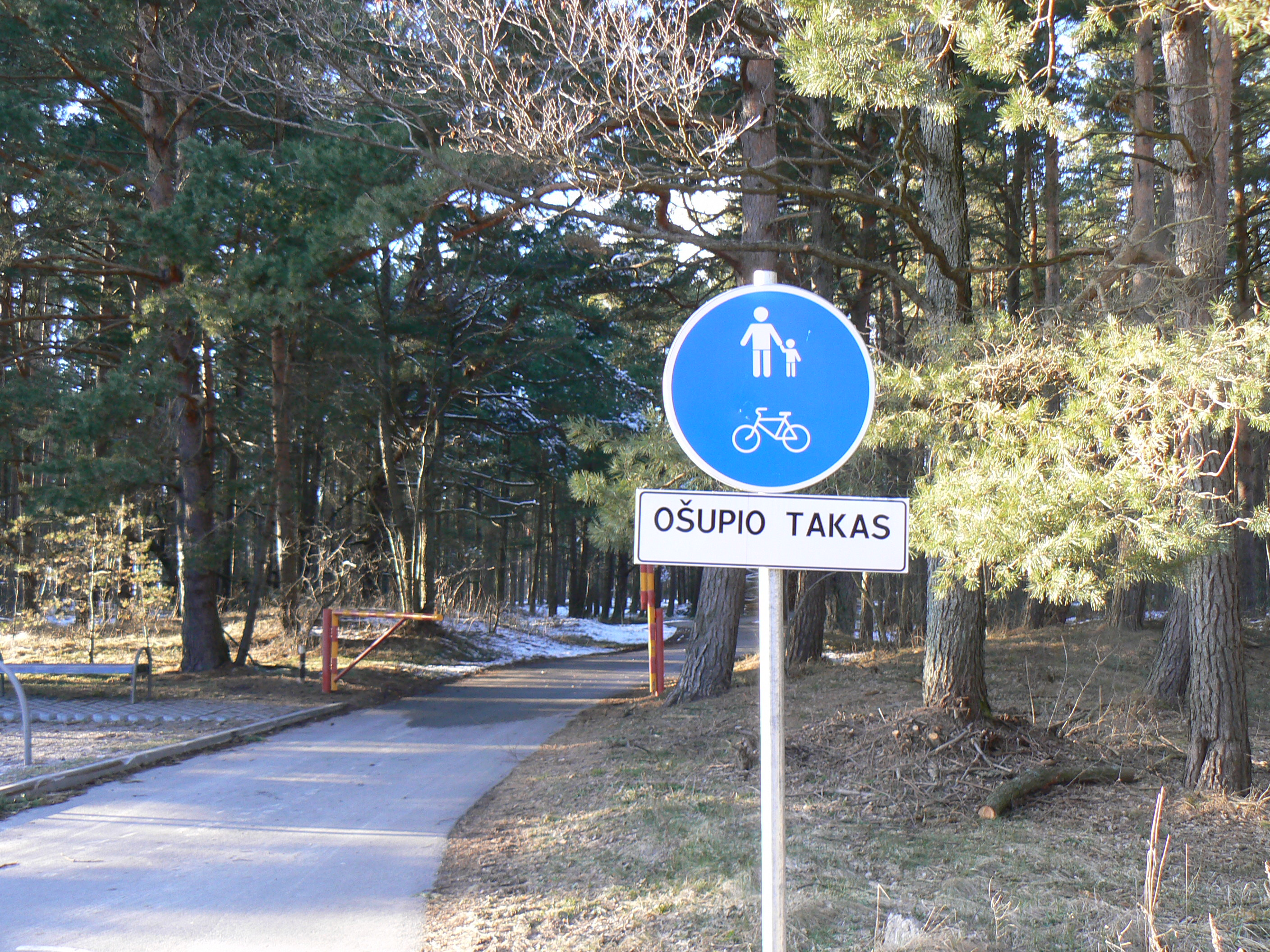
Piste cyclable dans la rue Ošupio takas (Ošupská stezka)

L'ensemble de la zone, y compris le village d'Užkanavė qui borde la majeure partie de la rive gauche du ruisseau, est fortement influencé par le tourisme et la fourniture de divers types de services d'hébergement. Le cours d'eau est très important pour le développement social de la population et pour le tourisme, qui se développe à un rythme élevé et non réglementé, ce qui constitue un risque pour l'état du cours d'eau. DANS entre 2000 et 2010, le nombre d'installations de loisirs entre Šventoji et Ošupis a doublé.
A l'embouchure du ruisseau, qui est située sur l'un des plages les plus belles et les plus larges de toute cette zone touristique, est l'aire de repos du même nom no. 6 pistes cyclables Kuršių kelias, où vous pourrez nager sur la plage. L'itinéraire ici est relié à la piste cyclable côtière Šventoji - Palanga. La proximité de l'embouchure du ruisseau est propice au développement du tourisme en raison de infrastructures de transport développées et l'adéquation du lieu pour l'établissement d'un port pour les bateaux touristiques.

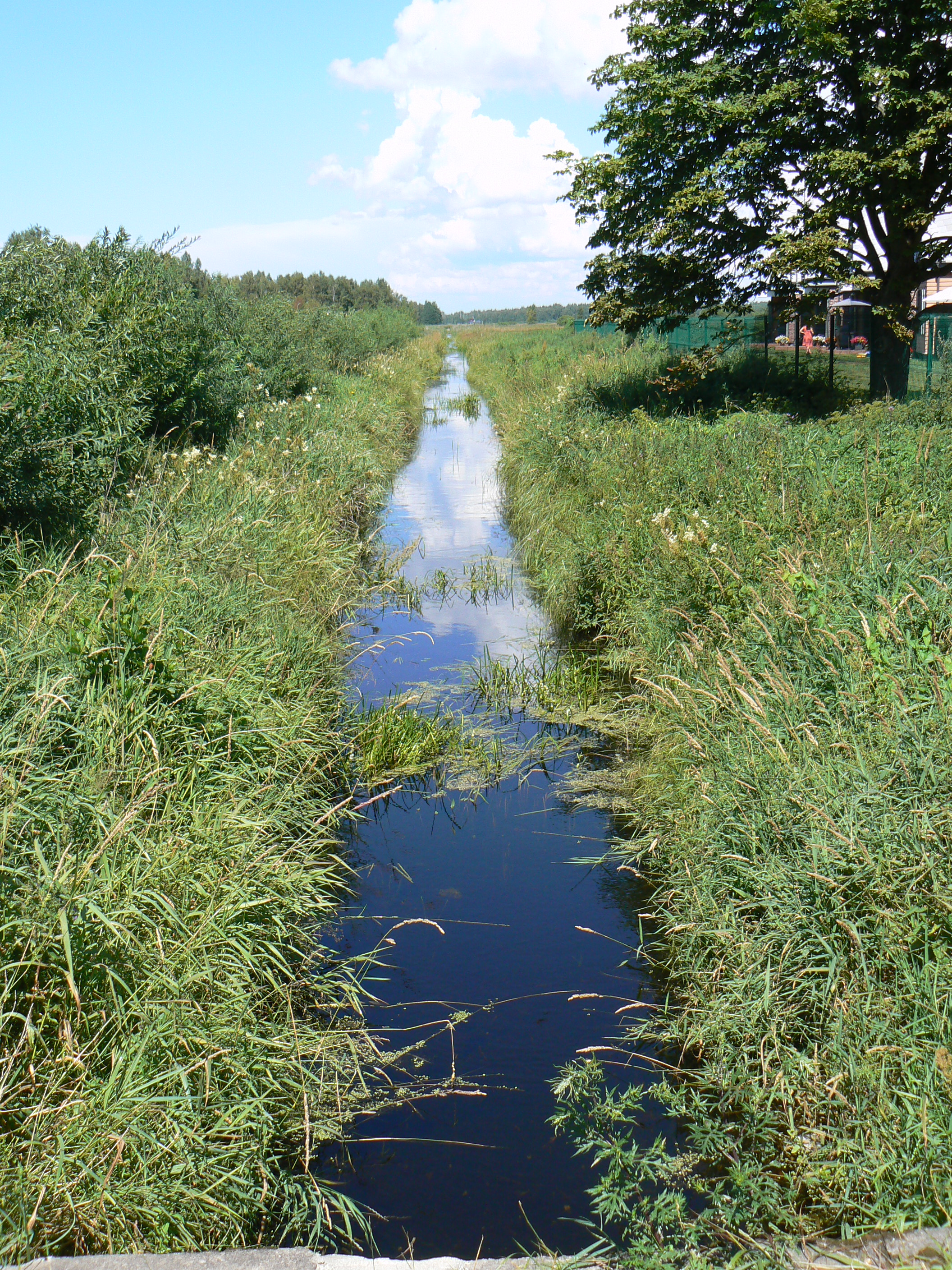
Ošupis en aval en été (depuis la rue Kunigiškių)